# (15076) Joellewis
(15076) Joellewis es un asteroide perteneciente al cinturón de asteroides, descubierto el 18 de enero de 1999 por el equipo del Lincoln Near-Earth Asteroid Research desde el Laboratorio Lincoln, Socorro, Nuevo México.

## Designación y nombre
Designado provisionalmente como 1999 BL25. Fue nombrado  por Joel Brewster Lewis (n. 1984) quien fue finalista en la Búsqueda de Talentos Científicos de Intel de 2003, un concurso de ciencias para estudiantes de último año de secundaria, por su proyecto de matemáticas. Asiste a la Escuela Secundaria Stuyvesant de Nueva York, Nueva York.

## Características orbitales
Joellewis está situado a una distancia media del Sol de 2,483 ua, pudiendo alejarse hasta 2,812 ua y acercarse hasta 2,154 ua. Su excentricidad es 0,132 y la inclinación orbital 6,657 grados. Emplea 1429,30 días en completar una órbita alrededor del Sol.

## Características físicas
La magnitud absoluta de Joellewis es 14,23. Tiene 3,861 km de diámetro y su albedo se estima en 0,298.